# Lago delle Moie
Il lago delle Moie (o lago delle Moglie) è un lago alpino situato a 2113 m s.l.m. nelle Alpi Liguri, in comune di Roccaforte Mondovì. Si trova nell'alta valle dell'Ellero, poco a sud delle Cime di Serpentera.

## Toponimo
Il lago viene citato sulle vecchie tavolette IGM in scala 1:25.000 come Lago delle Moglie, mentre già il volume Alpi Liguri della Guida dei Monti d'Italia riporta il toponimo Lago delle Moie, oggi usato nella cartografia escursionistica. Si tratta in entrambi i casi dell'italianizzazione del toponimo locale Möie, che significa zona paludosa, acquitrino. Il lago è anche noto in zona come Lagh d'la Muta, con il termine muta che significa zolla e che fa riferimento alle piante acquatiche e igrofile che hanno invaso buona parte della conca lacustre originaria.

## Descrizione

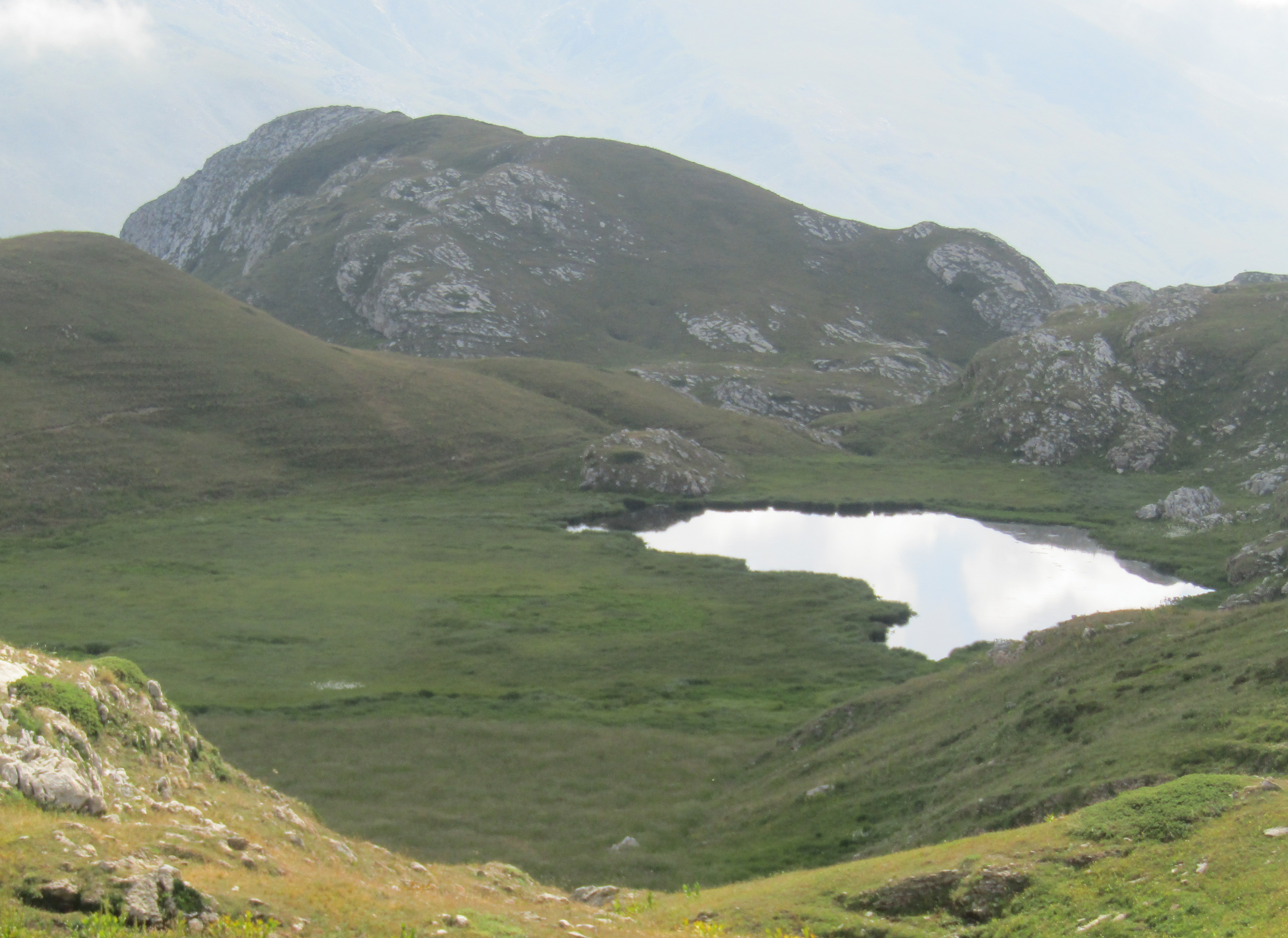
Il più grande degli specchi d'acqua

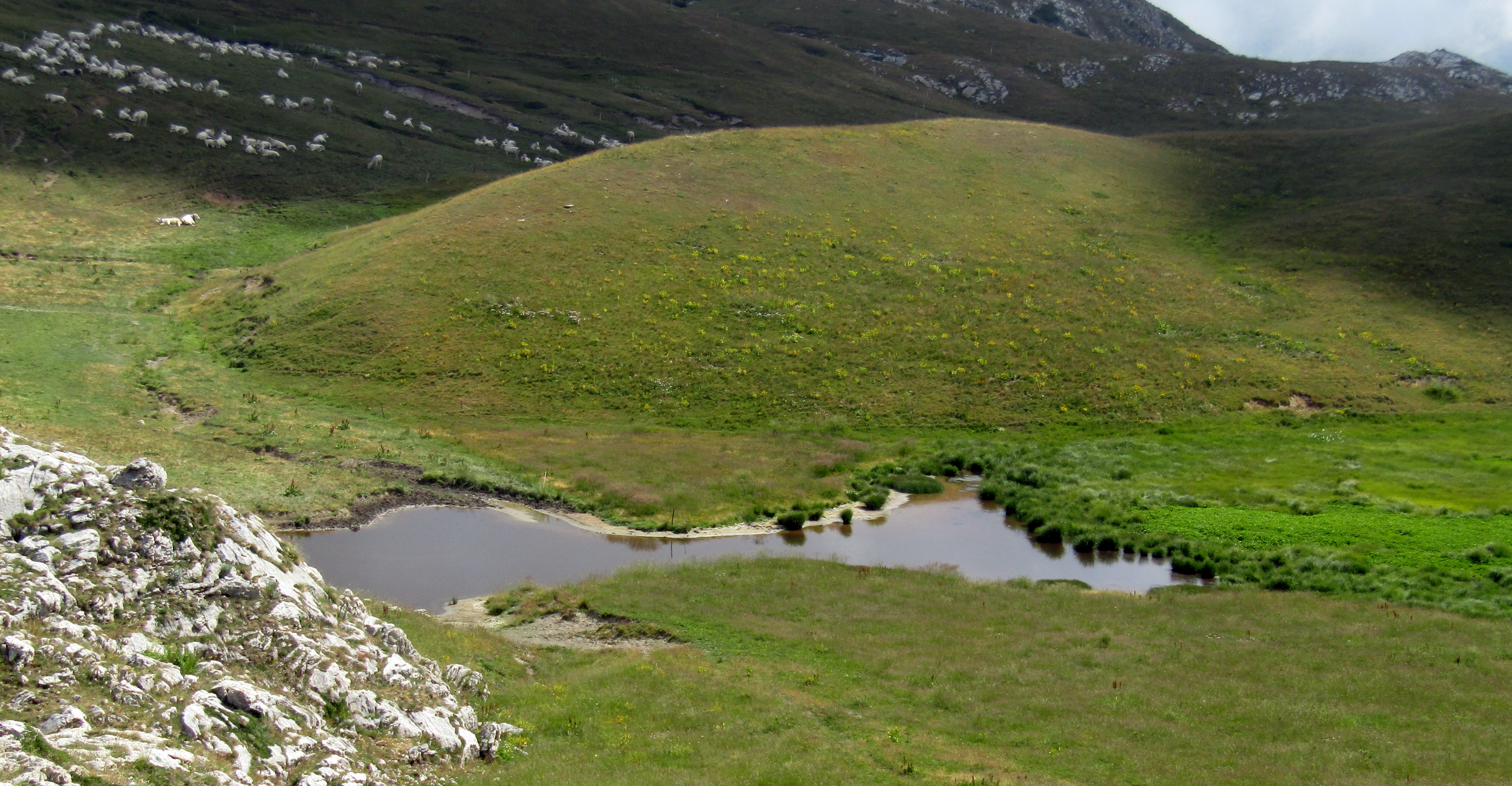
Lo specchio d'acqua secondario

Il Lago delle Moie si trova in Valle Ellero a 2113 m di quota, sul lato sinistro della vallata. Ad ovest della conca lacustre si trova la costiera montuosa che divide la Valle dell'Ellero da quella del Pesio, ed in particolare un tratto di spartiacque che comprende le tre Cime di Serpentera. Il lago si presenta come un pianoro torboso ai lati del quale sono presenti due specchi d'acqua, il più grande collocato a sud. A sud del lago, ad una quota leggermente più bassa, si trova la conca del Lago Biecai. A est della conca lacustre nasce il Rio Ciappa, il cui valloncello scende verso solco principale della Valle Ellero.

## Geologia

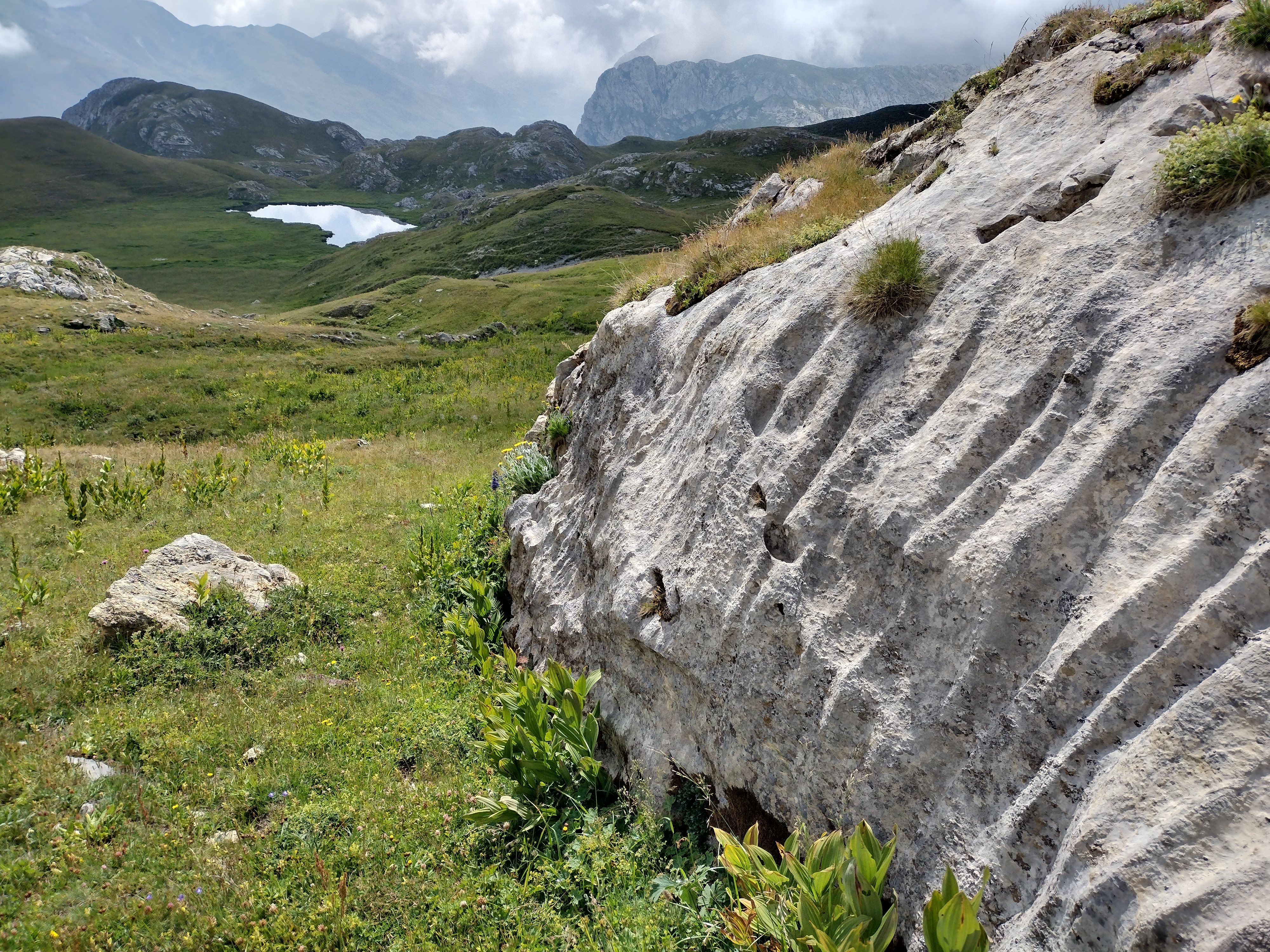
Il lago visto da ovest, a destra un esempio di assoclature su roccia calcarea

La zona circostante il lago è nota ai geologi per la presenza di calcari grigi a belemniti. Il lago, considerato on esempio di lago carsico-glaciale, è stato oggetto di ricerche per chiarire l'idrografia della zona e i deflussi sotterranei delle acque.

## Escursionismo
Il lago può essere raggiunto seguendo a piedi alcuni brevi sentieri che si diramano dal percorso della Grande traversata delle Alpi nel tratto che collega il rifugio Mondovì con la Porta Sestrera.